# Pałac w Podwilczu

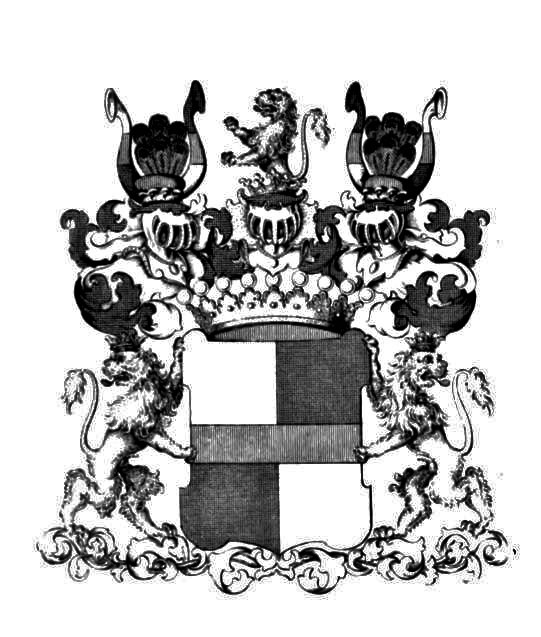
Herb rodziny Holtzendorff

Pałac w Podwilczu (niem. Schloss Podewils) – wybudowany pod koniec XIX w. w Podwilczu.
Pałac wchodzi w skład zespołu pałacowego, obiekt wpisany do rejestru zabytków 27 lipca 1954 r. pod nr 38. Początki historii budowy pałacu sięgają najprawdopodobniej drugiej połowy XIV wieku, kiedy to wieś została wymieniona po raz pierwszy jako rodowe gniazdo von Podewilsów.
Niedługo po tym, jak w 1890 roku Max von Hewald nabył miejscowość zaczęto prace budowlano – modernizacyjne pałacu oraz wzniesiono nowe zabudowania gospodarcze w położonym nieopodal folwarku. Za datę ukończenia neogotyckiej przebudowy pałacu należy przyjąć rok 1895. Na podstawie analizy cegieł oraz ich wątku można wysunąć wniosek, że skrzydło główne posadowione jest na fundamentach znacznie wcześniejszej budowli. Natomiast mury skrzydła głównego w kondygnacji parteru i 1. piętra zostały prawdopodobnie wzniesione podczas XIX-wiecznej przebudowy. Skrzydło boczne wzniesione zostało przypuszczalnie w latach 1890–1895. Pałac założony jest na planie w kształcie litery „L”, fasadą zwrócony na wschód. Na kształt planu składa się skrzydło główne, reprezentacyjne oraz skrzydło boczne, gospodarcze. Dostawione są one względem siebie pod kątem prostym. Korpus na rzucie prostokąta, z gankiem z głównym wejściem  na osi elewacji frontowej. Nad pierwszym piętrem łukowaty fronton w schodkowym szczycie a w nim biforium złączone z herbem rodziny von Holtzendorff, właścicieli od 1908. Herb znajduje się nad kolumną biforium. W narożniku południowo-wschodnim mała czworoboczna wieżyczka. Do elewacji południowej dostawiona jest weranda. Skrzydło boczne na rzucie prostokąta, częściowo przenika się ze skrzydłem głównym, z półokrągłą wieżą od północy. Całość podpiwniczona. Oba skrzydła dwukondygnacyjne z częściowo mieszkalnym poddaszem. Skrzydła przykryte są wysokimi dachami dwuspadowymi. Ryzalit frontowy skrzydła głównego jednokondygnacyjny. Wieża trójkondygnacyjna, zwieńczona sześciopołaciowym dachem ostrosłupowym. Autorzy projektu i budowniczowie nieznani. W 1945 r. obiekt zajęło wojsko. Następnie pałac upaństwowiono wraz z majątkiem. Od 1954 r. znajdował się w nim Dom Dziecka. Pod koniec lat sześćdziesiątych pałac użytkowały wojska obrony terytorialnej, a od 1972 Zakłady Górnicze w Polkowicach, wchodzące w skład Kombinatu Górniczo-Hutniczego Miedzi, które umieściły w pałacu kolonie letnie. Trudności finansowe użytkownika spowodowały przekazanie majątku w 1981 roku Urzędowi Gminnemu w Białogardzie. Ostatnia zmiana własnościowa nastąpiła w 1987 roku, kiedy to pałac zakupiła osoba prywatna. Kubatura 8000 m³

## Park
Park założony w początku XIX wieku, przylegający do pałacu o pow. 21,77 ha pochodzi z początku XIX wieku. Jest to największy i najciekawszy park gminy. Park tworzy rozległe założenie obejmujące między innymi stawy, wzgórze widokowe, cmentarz rodowy oraz zabudowania pałacu, wozowni, domu służby, lodowni i przylegającej do parku gorzelni. Drzewostan parku tworzą głównie buki, graby, oraz dęby szypułkowe (jeden o obw. 454 cm), daglezje oraz młodsze olsze, jesiony i klony zwyczajne. W części północnej rośnie grupa dębów czerwonych. W sąsiedztwie pałacu rosną jodły pospolite, cyprysiki groszkowe. W parku stwierdzono trzy drzewa pomniki przyrody – dwa buki o obw. 370 oraz 445 cm i jedną jodłę o obw. 335 cm, dodatkowo rośnie tutaj również kasztan jadalny, buk czerwonolistny, jesion wyniosły. Przeciętna wysokość drzew to 21 m, najwyższym natomiast drzewem w parku jest daglezja (42 m). W runie natomiast występują między innymi bluszcz pospolity i przytulia wonna.

## Bibliografia

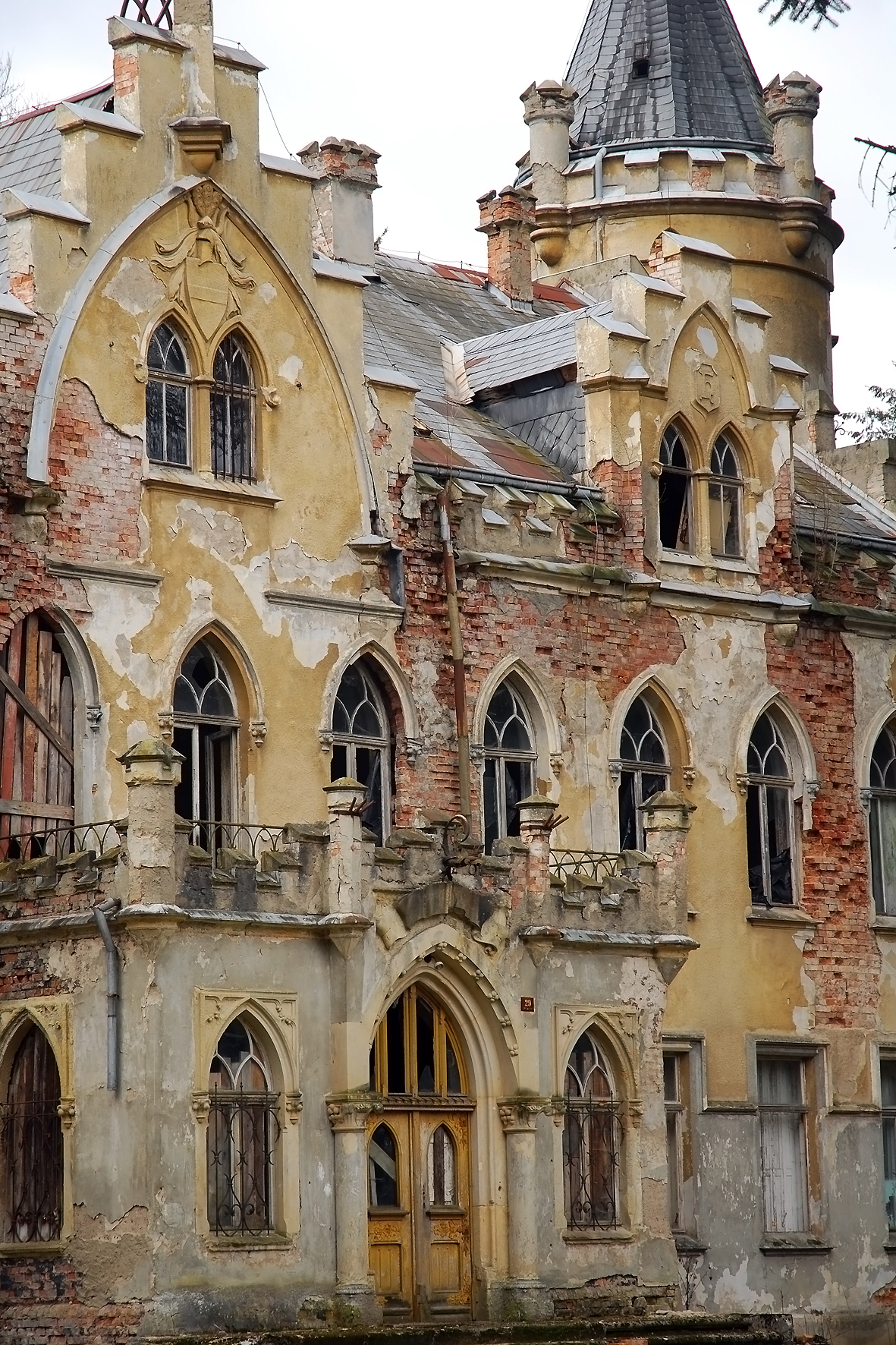
Front pałacu